# Benin op de Olympische Zomerspelen 2024
Benin nam deel aan de Olympische Zomerspelen 2024 in Parijs.

## Aantal deelnemers
Hieronder volgt een overzicht van de atleten die zich kwalificeerden voor de Olympische Zomerspelen van 2024.
| Sport    | Mannen | Vrouwen | Totaal |
| -------- | ------ | ------- | ------ |
| Atletiek | 1      | 1       | 2      |
| Judo     | 1      | 0       | 1      |
| Zwemmen  | 1      | 1       | 2      |
| Totaal   | 3      | 2       | 5      |

## Deelnemers en resultaten

### Atletiek

#### Loopnummers
Mannen
| atleet      | onderdeel | voorronde | voorronde | series         | series         | herkansingen | herkansingen | halve finale   | halve finale   | hinale         | hinale         |
| atleet      | onderdeel | tijd      | rang      | tijd           | rang           | tijd         | rang         | tijd           | rang           | tijd           | rang           |
| ----------- | --------- | --------- | --------- | -------------- | -------------- | ------------ | ------------ | -------------- | -------------- | -------------- | -------------- |
| Didier Kiki | 100 m     | 10,76     | 3         | niet geplaatst | niet geplaatst | n.v.t.       | n.v.t.       | niet geplaatst | niet geplaatst | niet geplaatst | niet geplaatst |

Vrouwen
| atlete        | onderdeel | series  | series | herkansingen | herkansingen | halve finale | halve finale | finale         | finale         |
| atlete        | onderdeel | tijd    | rang   | tijd         | rang         | tijd         | rang         | tijd           | rang           |
| ------------- | --------- | ------- | ------ | ------------ | ------------ | ------------ | ------------ | -------------- | -------------- |
| Noélie Yarigo | 800 m     | 1.59,68 | 3 Q    | bye          | bye          | 2.01,35      | 8            | niet geplaatst | niet geplaatst |

### Judo
Mannen
| atleet            | onderdeel | eerste ronde         | tweede ronde         | derde ronde          | kwartfinale          | halve finale         | herkansing           | finale / BM          | finale / BM    |
| atleet            | onderdeel | tegenstander uitslag | tegenstander uitslag | tegenstander uitslag | tegenstander uitslag | tegenstander uitslag | tegenstander uitslag | tegenstander uitslag | rang           |
| ----------------- | --------- | -------------------- | -------------------- | -------------------- | -------------------- | -------------------- | -------------------- | -------------------- | -------------- |
| Valentin Houinato | −81 kg    | bye                  | Esposito V 00 - 10   | niet geplaatst       | niet geplaatst       | niet geplaatst       | niet geplaatst       | niet geplaatst       | niet geplaatst |

### Zwemmen
Mannen
| atleet       | onderdeel     | series | series | halve finale   | halve finale   | finale         | finale         |
| atleet       | onderdeel     | tijd   | rang   | tijd           | rang           | tijd           | rang           |
| ------------ | ------------- | ------ | ------ | -------------- | -------------- | -------------- | -------------- |
| Alexis Kpade | 100 m rugslag | 57,61  | 42     | niet geplaatst | niet geplaatst | niet geplaatst | niet geplaatst |

Vrouwen
| atlete                 | onderdeel       | series | series | halve finale   | halve finale   | finale         | finale         |
| atlete                 | onderdeel       | tijd   | rang   | tijd           | rang           | tijd           | rang           |
| ---------------------- | --------------- | ------ | ------ | -------------- | -------------- | -------------- | -------------- |
| Ionnah Eliane Douillet | 50 m vrije slag | 27,64  | 45     | niet geplaatst | niet geplaatst | niet geplaatst | niet geplaatst |